# Скумбрія середземноморська
Ску́мбрія середземноморська, або кольоз (Scomber colias) — риба родини скумбрієвих ряду окунеподібних. Раніше вважався підвидом скумбрії японської — Scomber japonicus colias.

## Ареал
Поширена у водах Атлантики та Середземному морі, також в Чорному морі.